# 小出英持
小出 英持（こいで ふさよし）は、丹波国園部藩5代藩主。吉親系小出家5代。

## 生涯
4代藩主・小出英貞の長男。母は松平頼純の娘。正室は板倉重泰の娘。
享保元年（1716年）閏2月28日、7代将軍徳川家継に御目見する。享保10年12月18日（1726年）、従五位下・伊勢守に叙任する。延享元年12月26日（1745年）、父の死去で跡を継ぐ。延享3年12月1日（1747年）、奏者番兼寺社奉行となる。寛延元年（1748年）7月1日、若年寄となる。
明和4年（1767年）10月15日に62歳で死去し、跡を次男の英常が継いだ。

## 系譜
- 父：小出英貞（1684-1744）
- 母：八千 - 松平頼純の娘
- 正室：板倉重泰の娘
- 生母不明の子女
  - 次男：小出英常（1743-1775）